# Elisabeth Tandan
Maria Elisabeth Florvall Tandan, född 1 februari 1964, är en svensk ekonom och tidigare VD för Sveriges Aktiesparares Riksförbund.
Tandan är född i Sverige och uppväxt i Danmark och Schweiz.[källa behövs] Efter civilekonomexamen vid Stockholms universitet började hon att arbeta inom finanssektorn med penningmäkleri. Hon kom först till IBM och därefter till Ernst & Young för att bearbeta och utveckla deras finanssegment. Tandan tog ett studieuppehåll för att påbörja en doktorandutbildning på Handelshögskolan i Stockholm inom finansiell ekonomi. Därefter var hon anställd i Marsh & McLennan som chef för risk consulting varpå hon blev VD på Aktiespararna.
Tandan blev VD för Aktiespararna 2006 efter en lång tids turbulens i organisationen. Ute på lokalföreningarna fanns det oro för Tandans brist på aktiekunskap, hon berättade själv vid tiden för tillträdandet att hon inte hade någon större erfarenhet av börsen och att hon aldrig hade besökt någon bolagsstämma. Tandan slutade på egen begäran efter drygt två år, då hon och styrelsen hade "olika syn på verksamhetens framtida inriktning". Styrelsordförande Hans Tson Söderström menade att Aktiespararnas ekonomiska bekymmer spelade in och att oenigheten handlade främst om hur mycket Aktiespararna ska spara. Styrelsen ville spara mer än Tandan.
Efter att Tandan lämnade Aktiespararna har hon gjort utredningen "Framtidens stöd till konsumenten" (SOU 2012:43) på uppdrag av EU och konsumentminister Birgitta Olsson.